# MGM-13 Mace
MGM-13 Mace – pierwszy amerykański samonaprowadzający się i samosterujący pocisk rakietowy dalekiego zasięgu, uzbrojony w głowicę jądrową, przeznaczony do niszczenia stanowisk dowodzenia, mostów, szlaków komunikacyjnych i baz wojskowych. 

## Charakterystyka
MGM-13 Mace powstał na bazie MGM-1 Matador i był pierwszym samonaprowadzającym się i samosterującym pociskiem rakietowym dalekiego zasięgu. Zastosowano w nim po raz pierwszy system ATRAN (Automatic Terrain Recognition And Navigation), który umożliwiał automatyczne rozpoznawanie terenu i prowadzenie nawigacji oraz śledzenie zadanego kursu na podstawie zaprogramowanych obrazów radarowych. Pocisk uzbrojony był w głowicę termonuklearną W28 o mocy 1,1 Mt. 
Dywizjony wyposażone w rakiety MGM-13 Mace wchodziły w skład 38 Taktycznego Skrzydła Rakietowego. Były to 71 drt z Bitburga, 89 drt z Hahn, 405 drt z Hahn, 822 drt z Sembach/Mehlingen, 823 drt z Sembach/Enkenbach, 887 drt z Sembach/Grünstadt. 